# Hoodie
Hoodie – singel Lady Sovereign promujący album Public Warning, wydany 21 listopada 2005 nakładem wytwórni płytowych Def Jam oraz Casual Records.
Za ilustrację okładki singla odpowiadał Jasper Goodall, a fotografię na niej zawartą wykonała Gemma Booth.
Singel notowany był na 44. miejscu zestawienia UK Singles Chart w Wielkiej Brytanii.

## Lista utworów i formaty singla
| - Singel CD 1. „Hoodie” (Radio Mix) – 3:24 2. „Ch Ching (Cheque 1 2)” – 4:40 - 12" 1. „Hoodie” (Basement Jaxx Remix) 2. „Hoodie” (Brucker & Sinden Remix) 3. „Hoodie” (Mizz Beats Remix) 4. „Hoodie” (Brucker & Sinden Instrumental) - 12", White Label 1. „Hoodie” (Radio Edit) 2. „Hoodie” (Mizz Beats Remix) 3. „Hoodie” | - Promo 1. „Hoodie” (Basement Jaxx Production) – 3:26 2. „Hoodie” (Alternative Medasyn Mix) – 3:36 - Maxi singel 1. „Hoodie” (Basement Jaxx Radio Mix) – 3:28 2. „Hoodie” (Alternative Medasyn Radio Mix) – 3:41 3. „Hoodie” (Brucker & Sinden Remix) – 4:08 4. „Hoodie” (Mizz Beats Remix) – 4:11 5. „Hoodie” (Basement Jaxx Remix) – 4:35 6. „Hoodie” (Brucker & Sinden Remix Instrumental) – 4:06 7. „Hoodie” (Mizz Beats Remix Instrumental) – 4:09 |

## Pozycja na liście sprzedaży
| Kraj            | Notowanie (2005) | Najwyższa pozycja |
| --------------- | ---------------- | ----------------- |
| Wielka Brytania | UK Singles Chart | 44                |